# Isotoma alaskensis
Isotoma alaskensis är en urinsektsart som beskrevs av Fjellberg 1978. Isotoma alaskensis ingår i släktet Isotoma och familjen Isotomidae. Inga underarter finns listade i Catalogue of Life.